# Varkenspestuitbraak in Duitsland
Van 1990 tot 1998 werden in Duitsland varkens getroffen door een uitbraak van de klassieke varkenspest (KVP). Gedurende de uitbraak waren zowel gedomesticeerde varkens als wilde zwijnen getroffen.

## Oorzaak

### Wilde zwijnen
De uitbraak wordt direct of indirect toegeschreven aan contacten met wilde zwijnen. Mogelijke indirecte manieren van contact worden beschreven als: het voeren van varkens met slachtafval van wilde zwijnen, contact met geïnfecteerd materiaal gebruikt door jagers en contact met transportwagens van besmette karkassen.
De uitbraken van 1996 worden verondersteld veroorzaakt te zijn door varkensdraf, of het voeren van etensresten en ander afvalmateriaal aan varkens.
In een 1998 rapport concludeerde de veterinaire school van Hannover dat 60% van de primaire uitbraken te wijten zijn aan direct of indirect contact met respectievelijk besmette wilde zwijnen en wild zwijnvlees.

#### Verspreiding binnen wilde zwijnen
De verspreiding van varkenspest verliep voornamelijk door jonge wilde zwijnen. In een onderzoek waren ongeveer 20% van de everzwijnbiggen die minder dan 10 kg wogen, viremisch (de virus was dus in het bloed aanwezig), terwijl er geen viremische dieren waren gevonden in de groep volwassen wilde zwijnen met een gewicht van meer dan 75 kg. Dieren van een jonge leeftijdsgroep dienden als bron van KVP-virus binnen de populatie wilde zwijnen.

### Vogels
Tijdens de uitbraken van varkenspest werden raven verdacht als potentiële ziektedragers. Bij epidemiologisch onderzoek werden echter geen verband gevonden tussen de aanwezigheid van vogels en het risico op infectie. In experimenten werden andere soorten vogels ingeënt met de klassieke varkenpest, maar geen actieve virusreplicatie en excretie werd waargenomen.

## Uitbraken
Een grote uitbraak kwam er in 1990 net nadat de EEG het vaccineren tegen de varkenspest had verboden. Tussen 1993-1994 werden varkens het hardst getroffen met 223 besmette varkenshouderijen. Na 1998 daalde het aantal besmettingen aanzienlijk.

### Aantal KVP-uitbraken op boerderijen in Duitsland (1990-2002)
Vanwege een beveiligingsprobleem met de MediaWiki Graph-software is het momenteel niet mogelijk deze grafiek weer te geven. Zodra de software is bijgewerkt zal de grafiek vanzelf weer zichtbaar worden.
| Jaar      | 1990 | 1991 | 1992 | 1993 | 1994 | 1995 | 1996 | 1997 | 1998 | 1999 | 2000 | 2001 | 2002 |
| Uitbraken | 118  | 6    | 13   | 105  | 117  | 54   | 4    | 44   | 11   | 6    | 2    | 5    | 6    |

## Maatregelen
Beschermende maatregelen werden genomen om de varkensstapel te redden. Op 15 september 1993 vaardigde de commissie van de EEG een beschikking met een verbod uit op het vervoeren van varkens afkomstig uit besmette gebieden in Duitsland naar de lidstaten.
Voor de overheid was deze epidemie er aanleiding toe om aan de varkenshouderij drastische structurele en hygiënische maatregelen op te leggen. De verplichte vaccinatie voor varkens werd in de jaren '90 ook heringevoerd.

## Gevolgen
Op basis van gegevens uit Duitsland zijn 11.670 wilde zwijnen neergeschoten of dood aangetroffen in de provincie Brandenburg in de periode maart 1995 tot december 1997.